# 大洪山
31°28′22″N 112°57′14″E / 31.47278°N 112.95389°E
大洪山位于中國湖北省随州、京山、鐘祥交界处，又名綠林山因西汉末年綠林軍起源於該山區而得名。主峰天柱峰，海拔1600多米。山上有喀斯特溶洞，黑龙池、白龙池、黄龙池等4大天池，在大洪山區設有大洪山風景區。

## 延伸阅读
[在维基数据编辑]
 《欽定古今圖書集成·方輿彙編·山川典·大洪山部》，出自陈梦雷《古今圖書集成》